# Alexandru Bassarab
Alexandru Bassarab (sau Basarab, n. 7 august 1907, Bacău, România – d. 8 iulie 1941, Țiganca, raionul Cantemir, Republica Moldova) a fost un pictor român și politician fascist - legionar.

## Biografie
Alexandru Bassarab s-a născut în Bacău. A absolvit Școala de Arte din București, studiind în paralel și la Facultatea de Drept.
Cunoscut pentru lucrările sale în linogravură și xilogravură, Alexandru Bassarab a ales teme ca tradiționalismul, naționalismul și folclorul românesc. A aderat la Mișcarea legionară în 1932, unde a ajuns comandant legionar și, în 1937, deputat. În timpul dictaturii carliste, Bassarab a fost supravegheat, dar nu arestat. În 1940  și-a prezentat lucrări alături de Grupul Grafic, deși unul dintre fondatorii acestui grup a fost Aurel Mărculescu, evreu, și antifascist.
A ocupat funcții importante în timpul Statului Național-Legionar așa că l-a putut exclude pe pictorul evreu Samuel Mützner din Sindicatul Artelor Frumoase. A fost arestat în urma rebeliunii legionare. 
În timpul Operațiunii Barbarossa, Alexandru Bassarab a fost capturat și executat de sovietici la Țiganca.

## Lucrări

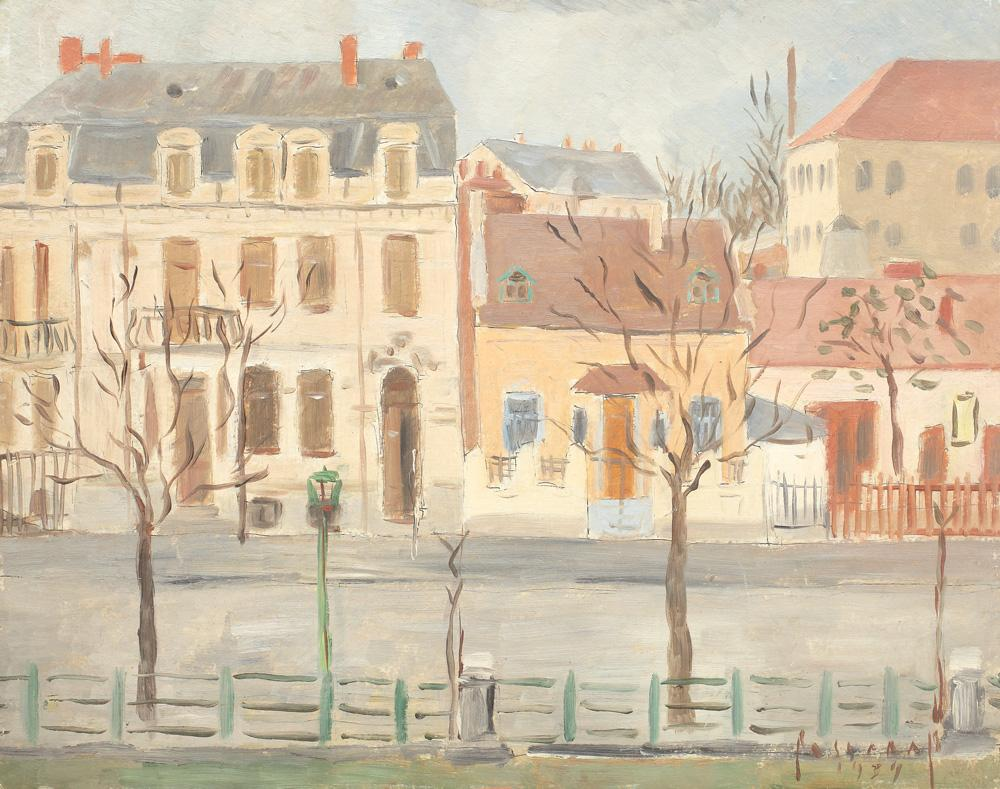
Primăvară pe cheiul Dâmboviței, 1934
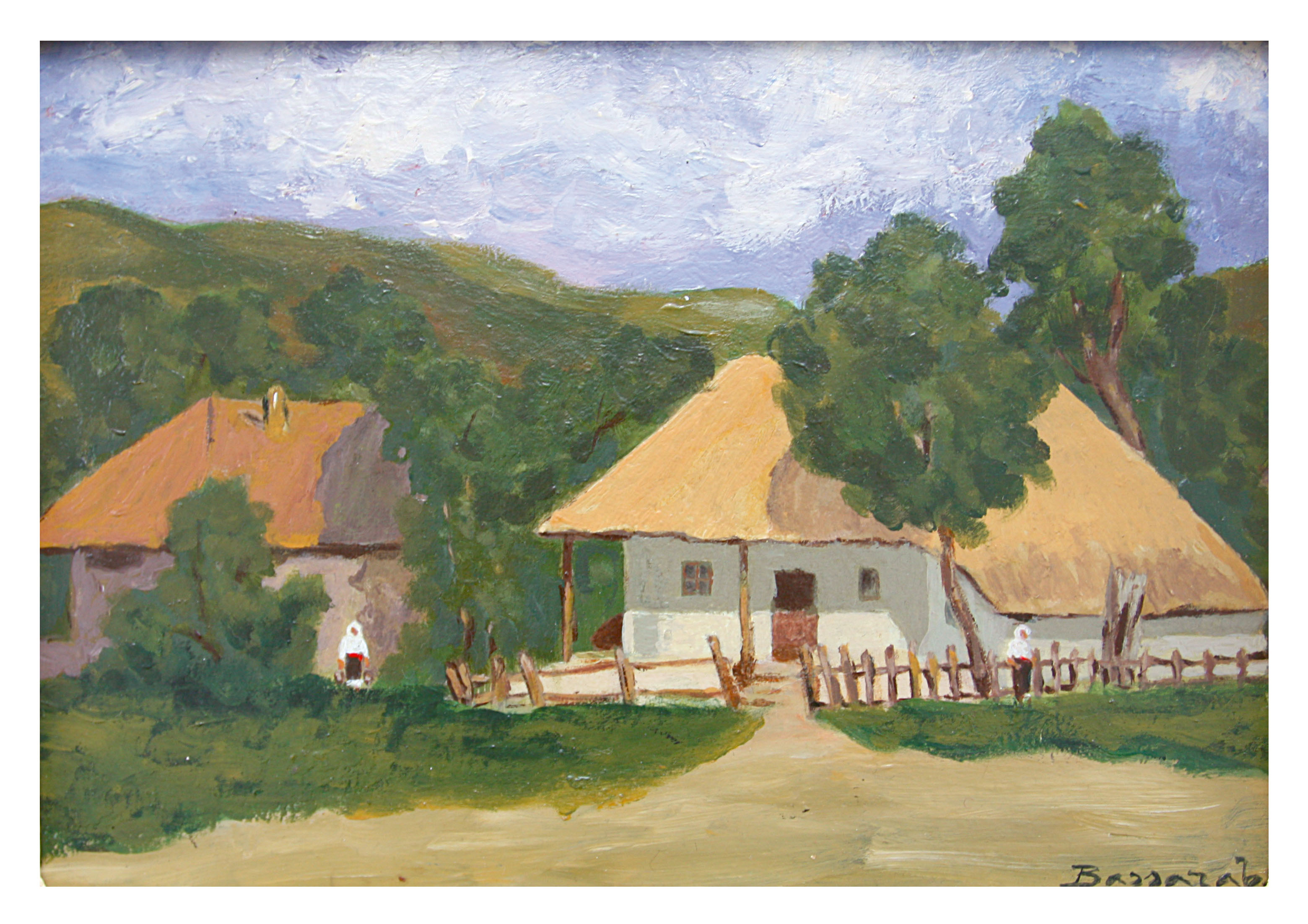
Case de țară
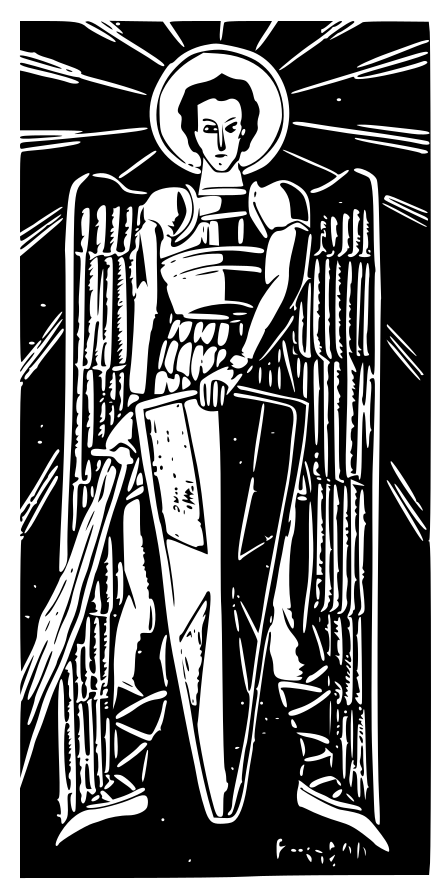
Arhanghel, 1935
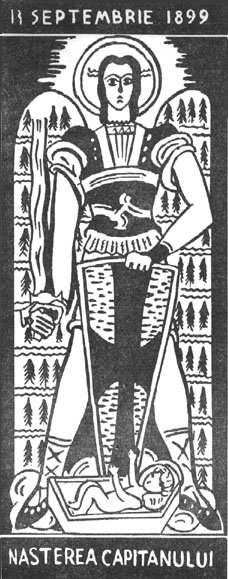
Nașterea Căpitanului
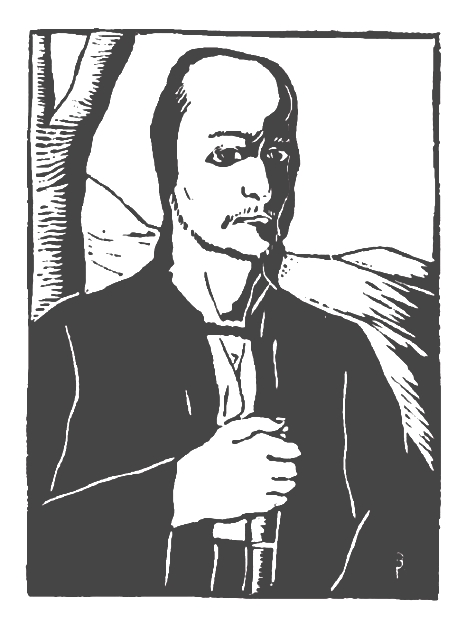
Horia
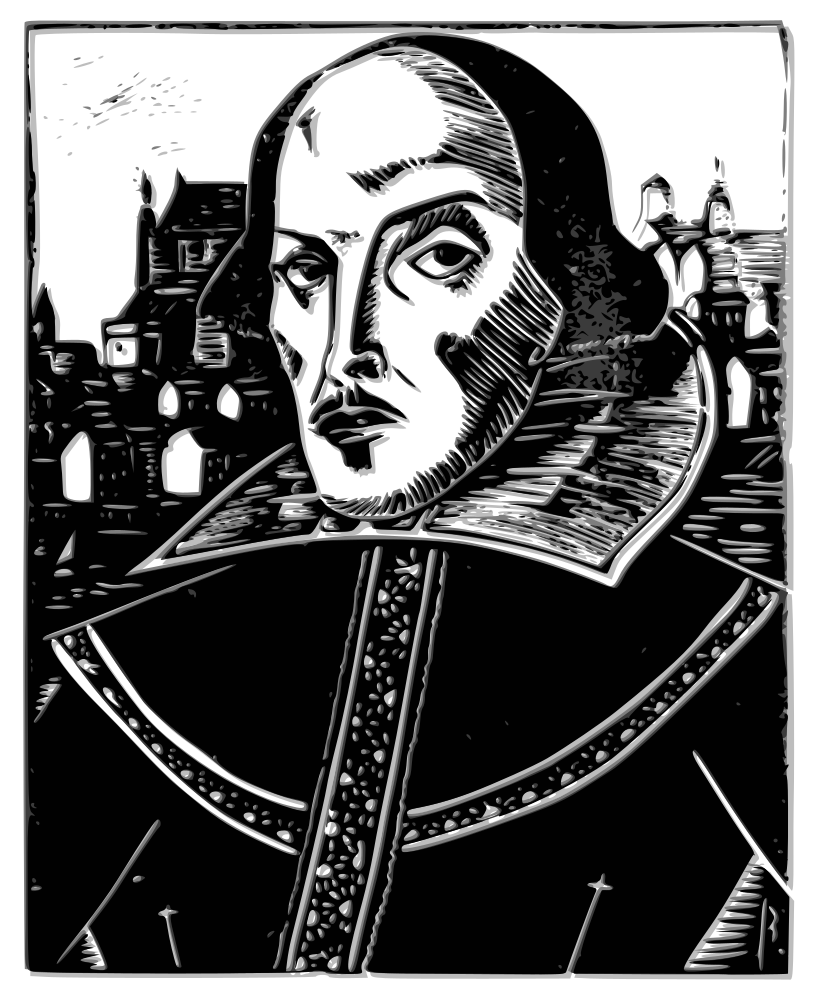
Shakespeare